# VTB Arena
VTB Arena - Sân vận động Trung tâm Dynamo là một sân vận động đa năng ở Moskva, Nga. Nó bao gồm một địa điểm khúc côn cầu trên băng và một địa điểm bóng đá. Sân bóng có tên chính thức là Sân vận động Trung tâm Dynamo. Địa điểm tổ chức môn khúc côn cầu trên băng được gọi là VTB Arena.

## Lịch sử
Sân vận động Dynamo cũ đã bị đóng cửa để phá dỡ vào năm 2008 và VTB Arena mới được xây dựng trên cùng một địa điểm. Thiết kế cuối cùng của sân vận động mới được thực hiện bởi David Manica của MANICA Architecture, và việc xây dựng ban đầu được dự kiến hoàn thành vào năm 2016 và sau đó là 2017, nhưng tiếp tục sang năm 2018. Dự án được gọi là VTB Arena, mặc dù Ngân hàng VTB đã cố gắng bán quyền đặt tên. Sân vận động bóng đá có sức chứa 27.000 chỗ ngồi, có thể được điều chỉnh lên đến 45.000 chỗ ngồi, hoặc giảm xuống một con số không được tiết lộ, trong khi nhà thi đấu trong nhà có sức chứa cơ bản là 12.273 chỗ ngồi, có thể được mở rộng lên đến 15.000 chỗ ngồi, hoặc xuống một con số không được tiết lộ khác. Khu liên hợp mới cũng bao gồm một trung tâm mua sắm và giải trí, các tòa nhà văn phòng, các tòa nhà chung cư, một khách sạn 5 sao và một hầm đậu xe hơi có sức chứa 1.600 ô tô. Tổng vốn đầu tư ước tính là 1,5 tỷ USD.

### Thiết kế

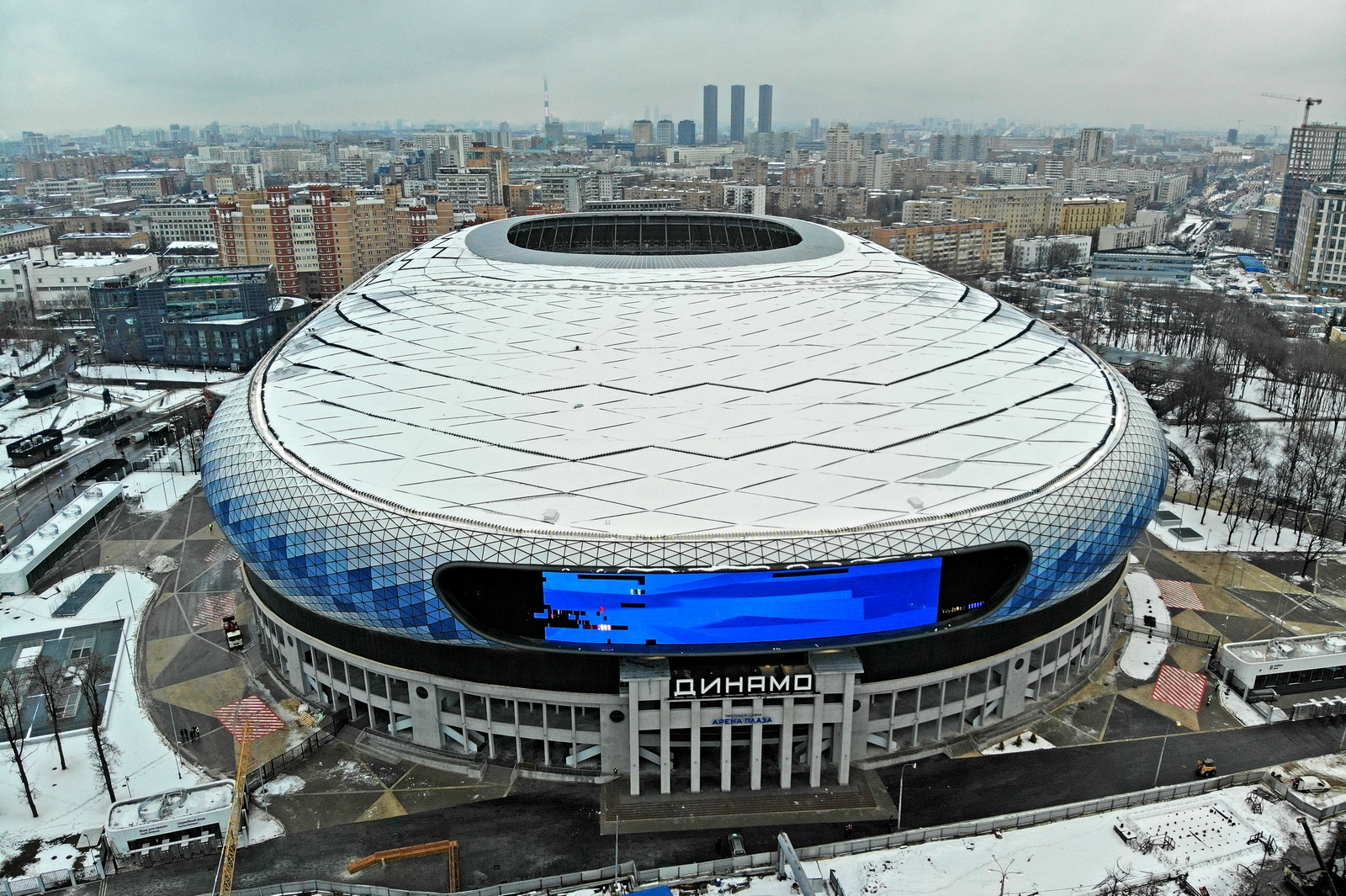
VTB Arena

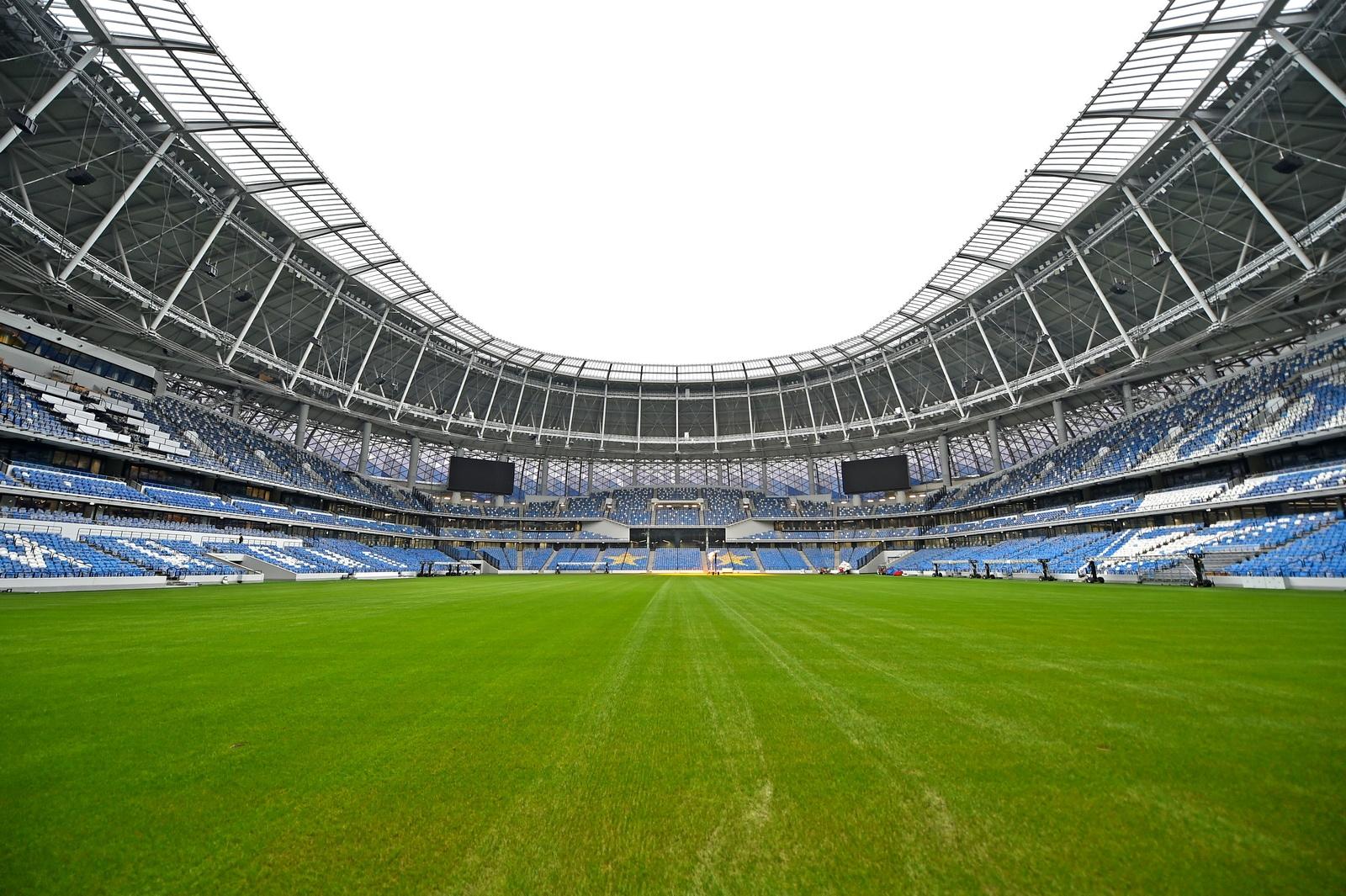
Sân vận động Trung tâm “Dynamo” được đặt theo tên của Lev Yashin

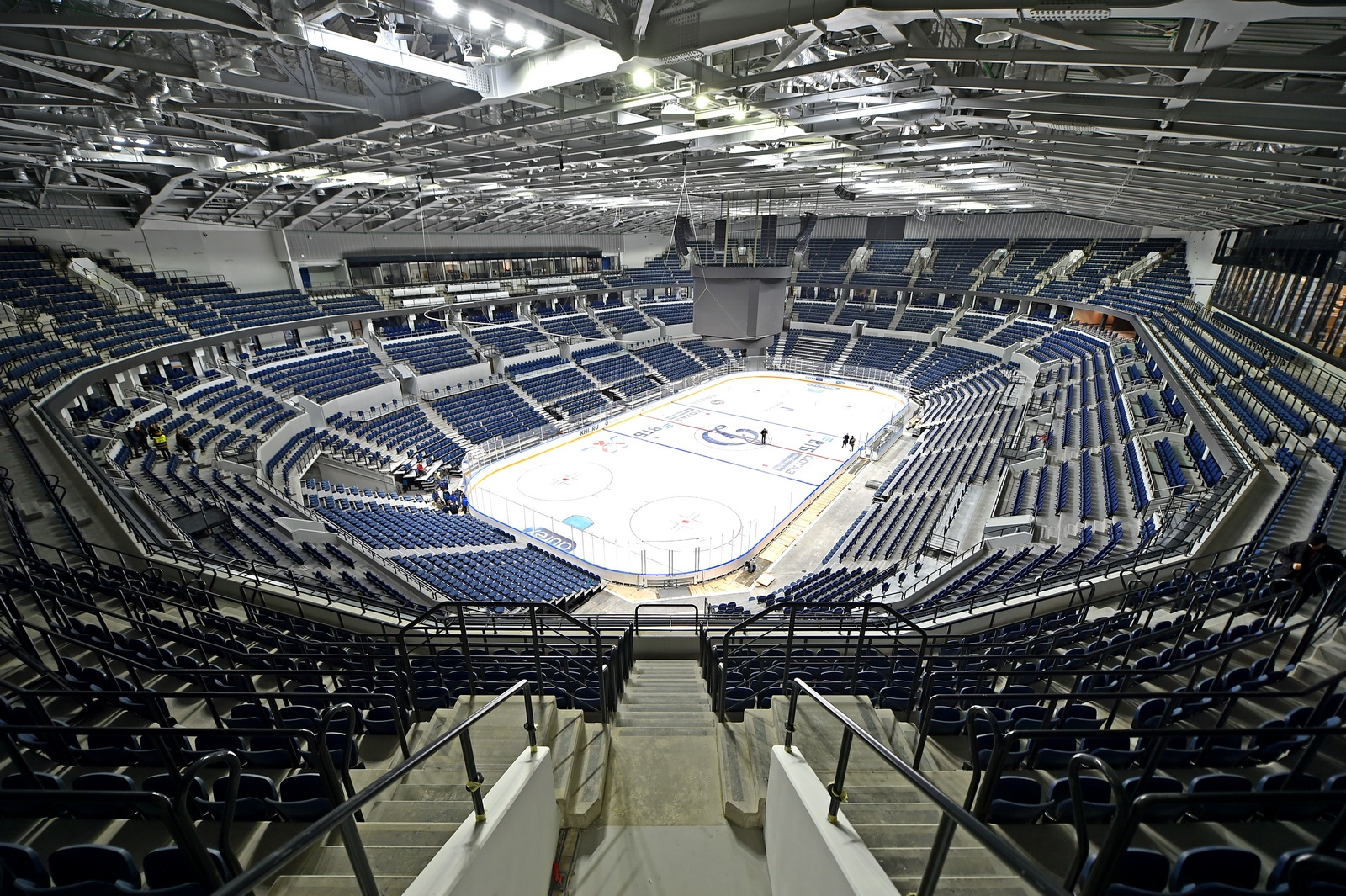
VTB Arena đa chức năng

Thiết kế ban đầu của VTB Arena được vẽ bởi kiến trúc sư người Hà Lan Erick van Egeraat, người chủ yếu thiết kế các tòa nhà ở Nga và Đức. Tầm nhìn của ông về việc bao gồm cả một sân vận động bóng đá và một nhà thi đấu khúc côn cầu trên băng bên trong Sân vận động Dynamo trước đây đã giành được sự chấp thuận của chính quyền. Các kiến trúc sư khác đã gửi dự án của họ để đấu thầu, nhưng thua cuộc trong lần đấu thầu cuối cùng, bao gồm Perkins Eastman, Populous, và Gerkan, Marg und Partner. Tuy nhiên, một số yếu tố từ giá thầu thua cuộc đã được sử dụng trong thiết kế cuối cùng.
Bản thiết kế cuối cùng do công ty Manica Architecture của Mỹ chuẩn bị. So với thiết kế ban đầu của dự án, thiết kế cuối cùng của dự án đã mất đi phần mái có thể thu vào và một số đặc điểm mặt tiền. Cách bố trí khán giả cũng có thể thay đổi, kết thúc với hai tầng chỗ ngồi thay vì ba tầng.

### Đấu thầu Giải vô địch bóng đá thế giới 2018
Sân vận động bóng đá mới của VTB Arena đã được Nga đưa vào danh sách đăng cai Giải vô địch bóng đá thế giới 2018, để có thể tổ chức trận khai mạc, vì Sân vận động Luzhniki được thiết lập để tổ chức trận chung kết. Tuy nhiên, vào cuối tháng 9 năm 2012, FIFA đã công bố danh sách các thành phố và địa điểm đăng cai, trong đó loại trừ VTB Arena khỏi danh sách đăng cai. Quyết định này không có gì ngạc nhiên, sau khi có thông tin cho rằng Otkrytie Arena sẽ sẵn sàng trước VTB Arena, được đưa vào hoạt động từ năm 2014, trái ngược với VTB Arena năm 2016.

### Chung kết tứ hùng EuroLeague 2019
Sân vận động trong nhà mới của VTB Arena được cho là đã được chọn để tổ chức giai đoạn thi đấu cuối cùng của giải bóng rổ EuroLeague, Chung kết tứ hùng EuroLeague, vào năm 2019. Tuy nhiên, EuroLeague Basketball đã không xác nhận báo cáo này và giải đấu cuối cùng đã được trao cho Fernando Buesa Arena ở Vitoria-Gasteiz, Tây Ban Nha.

### Buổi hòa nhạc
Vào ngày 27 tháng 12 năm 2017, sự kiện đầu tiên đã được chính thức xác nhận cho sân vận động - buổi hòa nhạc của Imagine Dragons vào ngày 29 tháng 8 năm 2018 như một phần của Evolve World Tour của họ. Vào tháng 6 năm 2018, chương trình đã được chuyển đến Sân vận động Luzhniki vì VTB Arena không được hoàn thành theo dự kiến.
Sân vận động đã nhận được giấy phép chính thức để sử dụng vào ngày 27 tháng 11 năm 2018 và sự kiện đầu tiên được đặt trước là sự kiện trượt băng nghệ thuật chuyển thể từ "Hồ thiên nga" của Evgeni Plushenko vào ngày 20 tháng 12 năm 2018.
Nhiều sự kiện đã được đặt trước cho năm 2019 sau khi khánh thành: các buổi hòa nhạc của Twenty One Pilots, Dima Bilan, Manowar, Hollywood Undead, Splean và Disturbed cũng như chương trình Walking with Dinosaurs tại nhà thi đấu trong nhà và các buổi hòa nhạc của KISS (End of the Road World Tour), Rammstein (European Stadium Tour 2019, sau đó đã chuyển đến Sân vận động Luzhniki có sức chứa cao hơn sau khi vé nhanh chóng được bán hết) và Max Korzh tại sân vận động ngoài trời. Các buổi hòa nhạc năm 2019 khác được đặt trước tại nhà thi đấu là The Chemical Brothers, Christina Aguilera (The X Tour), Bi-2, Scorpions (Crazy World Tour), Mumiy Troll, Zveri, LOBODA và Sergey Lazarev tại nhà thi đấu trong nhà và Jennifer Lopez (It's My Party Tour) tại sân vận động ngoài trời. Các buổi hòa nhạc được đặt trước cho năm 2020 bao gồm Chaif, buổi biểu diễn giao hưởng The World of Hans Zimmer, Diana Arbenina và chương trình trao giải Novoye Radio. Basta, Ruki Vverh! và Little Big (tất cả đều ở trong nhà).

### Khánh thành sân vận động bóng đá
Vào ngày 27 tháng 11 năm 2018, nhà thi đấu xác nhận rằng trận đấu bóng đá đầu tiên sau khi mở cửa trở lại sẽ được diễn ra giữa FC Dynamo Moskva và FC Spartak Moskva (xem trận derby Nga lâu đời nhất), được lên lịch vào ngày 10 tháng 3 năm 2019. Vào ngày 28 tháng 2 năm 2019, Giải bóng đá Ngoại hạng Nga thông báo rằng các thanh tra của họ không tìm thấy trạng thái của sân có thể chấp nhận được để thi đấu và trận derby đã được chuyển đến một sân vận động dự phòng. Sân đã được thiết lập lại từ đầu. Vào ngày 16 tháng 5 năm 2019, liên đoàn đã phê duyệt sân mới để sử dụng và thông báo rằng trận đấu đầu tiên trên sân vận động do Dynamo chơi sẽ là trận kết thúc của mùa giải Ngoại hạng Nga 2018-19 với FC Arsenal Tula vào ngày 26 tháng 5, kết thúc với tỷ số hòa 3–3 trước 23.340 người.

### Khánh thành nhà thi đấu khúc côn cầu
Câu lạc bộ khúc côn cầu trên băng HC Dinamo Moskva đã chơi trận đầu tiên tại nhà thi đấu (được đặt tên là "Arkady Chernyshev Arena" cho các trận đấu khúc côn cầu) vào ngày 4 tháng 1 năm 2019 trước Avtomobilist Yekaterinburg, giành chiến thắng với tỷ số 2–0 và 10.797 người đã dự khán. Vào ngày 17 tháng 2 năm 2019, nhà thi đấu đã tổ chức trận đấu toàn sao VTB United League.